# Хокей на траві на літніх Олімпійських іграх 2016
Змагання з хокею на траві на літніх Олімпійських іграх 2016 року тривали з 6 до 19 серпня. Розіграно два комплекти нагород: серед чоловіків і жінок.

## Календар
| Г | Груповий раунд | ¼ | Чвертьфінали | ½ | Півфінали | Б | Матч за 3-є місце | Ф | Фінал |

| Турніри↓/Дата → | Сб 6 | Нд 7 | Пн 8 | Вт 9 | Ср 10 | Чт 11 | Пт 12 | Сб 13 | Нд 14 | Пн 15 | Вт 16 | Ср 17 | Чт 18 | Чт 18 | Пт 19 | Пт 19 |
| --------------- | ---- | ---- | ---- | ---- | ----- | ----- | ----- | ----- | ----- | ----- | ----- | ----- | ----- | ----- | ----- | ----- |
| Чоловіки        | Г    | Г    | Г    | Г    | Г     | Г     | Г     |       | ¼     |       | ½     |       | Б     | Ф     |       |       |
| Жінки           | Г    | Г    | Г    | Г    | Г     | Г     | Г     | Г     |       | ¼     |       | ½     |       |       | Б     | Ф     |

## Турніри

### Чоловіки
Детальніше: Хокей на траві на літніх Олімпійських іграх 2016 (чоловіки)
| - Австралія - Бельгія - Бразилія - Велика Британія - Нова Зеландія - Іспанія | - Аргентина - Канада - Німеччина - Індія - Ірландія - Нідерланди |

### Жінки
Детальніше: Хокей на траві на літніх Олімпійських іграх 2016 (жінки)
| - КНР - Німеччина - Нідерланди - Нова Зеландія - Південна Корея - Іспанія | - Аргентина - Австралія - Велика Британія - Індія - Японія - США |

## Медалісти
| Кількість нагород |                 |        |        |        |       |
| Місце             | Країна          | Золото | Срібло | Бронза | Разом |
| 1                 | Аргентина       | 1      | 0      | 0      | 1     |
| 2                 | Велика Британія | 1      | 0      | 0      | 1     |
| 3                 | Бельгія         | 0      | 1      | 0      | 1     |
| 4                 | Нідерланди      | 0      | 1      | 0      | 1     |
| 5                 | Німеччина       | 0      | 0      | 2      | 2     |

## Призери
| Дисципліна | Золото | Срібло | Бронза |
| ---------- | --- | --- | --- |
| Чоловіки   | Аргентина (ARG) Хуан Мануель Вівальді Гонсало Пеіллат Хуан Ігнасіо Жилярді Факундо Калліоні Лукас Рей Матіас Паредес Хоакін Меніні Лукас Віла Ігнасіо Ортіс Хуан Мартін Лопес Хуан Мануель Саладіно Матіас Рей Мануель Брюне Агустін Маззіллі Лукас Россі Ісідоро Ібарра Лука Массо Педро Ібарра | Бельгія (BEL) Артур ван Дорен Джон-Джон Домен Флорен ван Обель Себастьян Док'є Седрік Шарльє Готьє Боккар Еммануель Стокбрукс Томас Бріельс Фелікс Денаєр Венсан Ванаш Сімон Гуньяр Лоїк Люпаер Том Боон Жером Труєнс Елліот ван Стрідонк Тангуй Косінс        | Німеччина (GER) Ніколас Якобі Матіас Мюллер Лінус Бутт Мартін Генер Моріц Тромперц Матс Грамбуш Крістофер Веслі Тімм Герцбрух Тобіас Гауке Том Грамбуш Крістофер Рюр Мартін Цвікер Моріц Фюрсте Флоріан Фукс Тімур Оруз Ніклас Веллен Олівер Корн Оскар Дееке       |
| Жінки      | Велика Британія (GBR) Медді Гінч Лора Ансворт Кріста Каллен Ганна Маклеод Джорджі Твігг Гелен Річардсон Сюзанна Таунсенд Кейт Волш Сем Квек Алекс Денсон Жизель Енслі Софі Брей Голлі Вебб Шона Маккаллін Лілі Оуслі Нікола Вайт                                                                 | Нідерланди (NED) Джойс Сомбрук Ксан де Ваард Кітті ван Мале Лаурін Льорінк Віллемейн Бос Марлус Кітелс Карлін Дірксе ван дер Гевел Келлі Йонкер Марія Вершор Лідевей Велтен Кая ван Масаккер Мартьє Паумен Наомі ван Ас Еллен Гог Марго ван Геффен Ева де Гуде | Німеччина (GER) Ніке Лоренц Селін Оруц Анне Шредер Ліза Шютце Шарлотта Штапенгорст Катаріна Отте Янне Мюллер-Віланд Ганна Крюгер Яна Тешке Ліза Альтенбург Франциска Гауке Сесіль Піпер Марі Меверс Анніка Шпрінк Юлія Мюллер Пія-Софія Олдхафер Крістіна Рейнольдс |